# Grand Theft Auto: Vice City (soundtrack)
De soundtrack van het computerspel Grand Theft Auto: Vice City bestaat uit negen radiostations, waarvan er zeven muziek draaien en er twee praatprogramma's hebben. Omdat het spel zich in 1986 afspeelt wordt er ook veel bekende muziek uit de jaren tachtig gedraaid. Tevens is er een speciale soundtrack box uitgekomen met zeven cd's die elk de nummers uit de radiostations bevatten, waarvan de Europese versie een aantal extra nummers heeft die niet op de versie van de Verenigde Staten staan.
Elk radiostation heeft een eigen dj die voornamelijk bestaande nummers draait, tussendoor zijn er reclameadvertenties te horen. De zenders zijn selecteerbaar wanneer de speler zich in een voertuig bevindt of in het menu van het spel. Verder hebben de straatbendes in Vice City elk hun eigen favoriete radiozender, die hoorbaar is wanneer de speler een voertuig van hen carjackt.

## Muziekstations

### V-Rock
Dj: Lazlow

Genre: Heavy metal, Hairmetal, Hardrock, Thrashmetal

Nummerlijst:
- Twisted Sister – I Wanna Rock (hairmetal)
- Mötley Crüe – Too Young to Fall in Love (hardrock/glamrock)
- Quiet Riot – Cum on Feel the Noize (hardrock)
- The Cult – She Sells Sanctuary (rock/hardrock)
- Ozzy Osbourne – Bark At The Moon (rock/metal)
- Rockstar's Love Fist – Dangerous Bastard (glamrock/metal)
- Iron Maiden – 2 Minutes to Midnight (heavy metal)
- Loverboy – Working for the Weekend (hardrock)
- Alcatrazz – God Blessed Video (heavy metal)
- Tesla – Comin' Atcha Live (hardrock)
- Autograph – Turn Up the Radio (glamrock/metal)
- Megadeth – Peace Sells (thrashmetal)
- Anthrax – Madhouse (thrashmetal)
- Slayer – Raining Blood (thrashmetal)
- Judas Priest – You've Got Another Thing Comin'  (heavy metal)
- Rockstar's Love Fist – Fist Fury (glamrock/metal)
- David Lee Roth – Yankee Rose (hardrock)

Samenvatting: V-Rock is gehost door Lazlow Jones, die ook voor vele andere radiostations en reclamedvertenties voor het spel het script schreef en ze heeft geproduceerd. Er wordt voornamelijk Heavy metal en Hardrock muziek gedraaid en het is de favoriete radiozender van de Biker gang uit Vice City.
Het is interessant om op te merken dat in Grand Theft Auto III op het radiostation Chatterbox FM, dat zich afspeelt in 2001, Lazlow zegt dat hij Chatterbox FM host omdat hij ontslagen zou zijn bij een rockstation ("got kicked off the rock station"). Een verborgen track op de V-Rock CD geeft een hint waarom Lazlow ontslagen is. In Grand Theft Auto: San Andreas, dat zich afspeelt in 1992, interviewt Lazlow beroemdheden in een show genaamd "Entertaining America" op het radiostation WCTR. Hij vermeldt dat hij van de jaren 80 naar de jaren 90 problemen heeft gehad. In Grand Theft Auto: Vice City Stories, dat zich twee jaar eerder afspeelt dan GTA: Vice City, is Lazlow een tweede 'hulp-dj' die door de 'hoofd-dj' DJ Couzin Ed vaak betiteld wordt. Hij zegt dat hij na het uitzenden weer naar school gaat en daarna de dj van V-Rock gaat worden ("Well I'm going to broadcasting school next year. Then I'm gonna come back to Vice City and be a V Rock DJ").

### Wave 103
Dj: Adam First

Genre: New wave

Nummerlijst:
- Frankie Goes to Hollywood – Two Tribes
- Sigue Sigue Sputnik – Love Missile F1-11
- Gary Numan – Cars
- The Human League – (Keep Feeling) Fascination
- Blondie – Atomic
- Nena – 99 Luftballons
- Kim Wilde – Kids in America
- Tears for Fears – Pale Shelter
- Corey Hart – Sunglasses At Night
- ABC – Poison Arrow
- A Flock of Seagulls – I Ran (So Far Away)
- Psychedelic Furs – Love My Way
- Animotion – Obsession
- Spandau Ballet – Gold
- Thomas Dolby – Hyperactive!
- Romeo Void – Never Say Never

Samenvatting: Wave 103 wordt gehost door Adam First (ingesproken door Jamie Canfield) en draait Synthipop en New wave muziek. Het is een van de twee aangewezen radiozenders die gehoord kan worden wanneer de speler een voertuig van een straatbende carjackt. De naam Wave 103 is afkomstig van het bestaande lokale radiostation Wave 102 in Dundee, Schotland, waar de maker Rockstar North vandaan komt.
Zoals de meeste dj's gelooft Adam First dat zijn muziek de beste is. Hij noemt zichzelf een muziekkenner, ondanks het maken de van fouten zoals dat hij 1986 het "finest hour" voor de groep Blondie noemt, die in 1982 al opgebroken is.
Van zijn gepraat op de radio is op te maken dat hij van geld houdt, hij een groot fan is van deltavliegen, en erg gesteld is op videoclips om te laten zien dat artiesten meer zijn dan alleen zangers. Ook lijkt het of Adam wat problemen heeft met zijn moeder omdat zij niets met hem te maken wil hebben met zijn eigen keus om bij de radio te gaan werken.
In GTA: San Andreas, dat zich afspeelt in 1992, verblijft hij in San Andreas. Terwijl hij daar is belt Adam naar de studio van WCTR en roept "Area 53" door de telefoon. Hij zegt dat hij aan het deltavliegen was in de woestijn (Bone County) en mensen bij een trailercombinatie vreemde rituelen met een Domestabot zag doen. De show host Marvin Trill zegt dat hij een echte hobby moet gaan zoeken en hangt op.

### Emotion 98.3
Dj: Fernando Martinez

Genre: Ballad

Nummerlijst:
- Foreigner – Waiting For A Girl Like You
- Kate Bush – Wow
- Squeeze – Tempted
- REO Speedwagon – Keep On Loving You
- Cutting Crew – (I Just) Died in Your Arms
- Roxy Music – More Than This
- Toto – Africa
- Mr. Mister – Broken Wings
- John Waite – Missing You
- Jan Hammer – Crockett's Theme
- Night Ranger – Sister Christian
- Luther Vandross – Never Too Much

Samenvatting: Emotion 98.3 wordt gehost door Fernando Martinez (ingesproken door Frank Chavez) die grotendeels ballad-achtige muziek draait.
Martinez is een overdreven stereotype van een latino-minnaar, gelovend dat hij alles van vrouwen weet en koppels kan creëren. Dit staat in contrast met zijn eerste verschijning in Grand Theft Auto III, waarin hij een neplatino blijkt te zijn ergens uit de binnenstad van Liberty City, als hij geïnterviewd wordt op Chatterbox FM.
Uiteindelijk beweert Fernando in Grand Theft Auto: San Andreas dat hij gedwongen was Vice City te verlaten, als hij naar WCTR belt tijdens de "Lonely Hearts Show", alvorens als eigenaar van Fernando's New Beginnings in GTA III.

### Flash FM
Dj: Toni

Genre: Popmuziek

Nummerlijst:
- Hall & Oates – Out of Touch
- Wang Chung – Dance Hall Days
- Michael Jackson – Billie Jean
- Laura Branigan – Self control
- Go West – Call Me
- INXS – Kiss the Dirt (Falling Down the Mountain)
- Bryan Adams – Run to You
- Electric Light Orchestra – Four Little Diamonds
- Yes – Owner of a Lonely Heart
- The Buggles – Video Killed the Radio Star
- Aneka – Japanese Boy
- Talk Talk – Life's What You Make It
- The Outfield – Your Love
- Joe Jackson – Steppin' Out
- The Fixx – One Thing Leads to Another
- Lionel Richie – Running With The Night (alleen aanwezig in PlayStation 2-versie)

Samenvatting: Flash FM wordt gehost door Toni (ingesproken door Maria Chambers) en speelt Popmuziek. Ook is het een van de twee radiozenders die te horen is bij het carjacken van een straatbende voertuig.
Volgens het gebabbel tussen de nummers door is Toni een opgewekt, zogenaamd Valspeak-pratend feestmeisje, dat regelmatig mee toert met bands en deelneemt aan backstagefeestjes, in het bijzonder met de Love Fist band. Hoe dan ook, ze denkt dat ze iets speciaals gaat doen in haar leven als ze 30 wordt, een grapje binnen de serie aangezien ze 15 jaar later nog steeds een dj is bij Flashback FM in Liberty City.

### Wildstyle Pirate Radio
Dj: Mr. Magic

Genre: old-school hip-hop, electro

Nummerlijst:
- Trouble Funk – Pump Me Up
- Davy DMX – One for the Treble
- Cybotron – Clear
- Hashim – Al-Naafiysh (The Soul)
- Herbie Hancock – Rockit
- Afrika Bambaataa and Soul Sonic Force – Looking for the Perfect Beat
- 2 Live Crew – Get It Girl
- Run DMC – Rock Box
- Mantronix – Bassline
- Tyrone Brunson – The Smurf
- Whodini – Magic's Wand
- Zapp and Roger – More Bounce to the Ounce
- Grandmaster Flash and the Furious Five – The Message
- Kurtis Blow – The Breaks
- Man Parrish – Hip Hop, Be Bop (Don't Stop)

Samenvatting: Wildstyle Pirate Radio wordt gehost door Mr. Magic (bijnaam: dj "Super Rocking") die ook daadwerkelijk een rap-dj was in de jaren 80, wanneer het spel zich afspeelt. Het radiostation draait Hiphop en Electro-muziek en is, zo als de naam al zegt, een piraten radio. Wildstyle heet in GTA: Vice City Stories in 1984 Fresh 105 FM.

### Fever 105
Dj: Oliver Biscuit

Genre: Disco, Soul, R&B

Nummerlijst:
- The Whispers – And the Beat Goes On
- Fat Larry's Band – Act Like You Know
- Oliver Cheatham – Get Down Saturday Night
- The Pointer Sisters – Automatic
- René & Angela – I'll Be Good
- Mary Jane Girls – All Night Long
- Rick James – Ghetto Life
- Michael Jackson – Wanna Be Startin' Somethin'
- Evelyn King – Shame
- Teena Marie – Behind the Groove
- James Mtume – Juicy Fruit
- Kool & the Gang – Summer Madness
- Indeep – Last night a D.J. saved my life

Samenvatting: Fever 105 wordt gehost door Oliver Biscuit met de bijnaam: "Ladykiller" (Julius Dyson) en draait Disco, Soul en R&B-muziek. De radiozender kan gehoord worden na het carjacken van een voertuig afkomstig van de Haitians. Het radiostation speelt standaard ook als de speler de witte Infernus van Lance Vance betreedt. Per toeval samplet Will Smith het lied van The Whispers And the Beat Goes On in zijn hit Miami en Vice City is gebaseerd op Miami.

### Radio Espantoso
Dj: Pepe

Genre: Latin jazz

Nummerlijst:
- Cachao – A Gozar Con Mi Combo
- Alpha Banditos – The Bull Is Wrong
- Tres Apenas como eso – Yo Te Mire
- Eumir Deodato – Latin Flute
- Mongo Santamaría – Mama Papa Tu
- Mongo Santamaría – Me and You Baby (Picao y Tostao)
- Machito and his Afro-Cubans – Mambo Mucho Mambo
- Unaesta – La Vida es Una Lenteja
- Lonnie Liston Smith – Expansions
- Irakere – Aguanile
- Eumir Deodato – Super Strut
- Xavier Cugat en zijn orkest – Jamay
- Benny Moré – Maracaïbo Oriental
- Tito Puente – Mambo Gozon

Samenvatting: Radio Espantoso wordt gehost door DJ Pepe (ingesproken door Tony Chiroldes) en draait Latin jazz en Caribische-achtige muziek. Het is de favoriete radiozender van de Cubans en is veelvuldig hoorbaar na het carjacken van hun voertuigen. Tevens is Radio Espantoso geliefd onder de taxichauffeurs in Vice City. "Espantoso" betekent letterlijk: vreselijk, angstaanjagend, of verschrikkelijk.

## Praatstations

### K-Chat
Het praatradiostation K-Chat wordt gehost door Amy Sheckenhausen (ingesproken door Leyna Weber). Amy heeft een vrolijke stem met een licht plattelands accent die haar beroemde gasten gaat negeren als ze het gesprek saai gaat vinden. Ze leest soms een boek tijdens de interviews en vergeet wanneer er reclame bezig is. Haar naam is een duidelijke verwijzing naar Amy Heckerling, die Clueless leidde.

### VCPR
Vice City Public Radio, afgekort als VCPR, is een van de twee praatradiostations en wordt gehost door Maurice Chavez (ingesproken door Philip Anthony Rodriguez), met supervisors Jonathan Freeloader (Patrick Olsen) en Michelle Montanius (Kelly Guest).

## Reclames
Alle radiostations bevatten onderbrekingen met reclame advertenties. Sommige advertenties zijn verwant met het spel, terwijl anderen te maken hebben met de radiostations of een parodie zijn op bestaande producten uit de tijd van wanneer het spel zich afspeelt.
De advertenties die op verschillende manieren in het spel genoemd worden zijn:
- The Love Fist Tour – Een muziektoer van de Love Fist band die in de Vice City arena speelt. Tommy assisteert en beschermt de rockband in verschillende missies tijdens het spel.
- Ammu-Nation – De vaste wapenwinkel in alle spellen uit de GTA III-serie.
- BJ Smith's Used Autos – Een van de vele bedrijven die door Tommy overgenomen worden, en oorspronkelijk Sunshine Autos genoemd.
- The Maibatsu Thunder sports car – Een voertuig dat gelijkwaardig is aan een in het spel voorkomende auto en beschouwd wordt als een Blista Compact. In GTA III promootte het Maibatsu-bedrijf een andere auto, dit was een SUV genaamd Maibatsu Monstrosity die was gebaseerd op de Landstalker. Ook in GTA: Liberty City Stories wordt een voertuig genoemd met de naam Womb Maibatsu. In GTA: Vice City Stories is er een campagne die het kopen van Amerikaanse goederen stimuleert in plaats van buitenlandse (in de reclame is werknemer van de Maibatsu te horen). Het is een parodie op de advertenties van Pontiac uit de jaren 80.

De advertenties die op de radiostations genoemd worden zijn:
- "Think Your Way To Success" van Jeremy Robard – Import/export van drugshandel dat hij schaamteloos opnoemt tijdens zijn interview op VCPR. (1-866-434-SELF)
- The Degenatron – Een parodie op de eerste spelconsoles. Tijdens haar verhaal op Pressing Issues geeft Jan Brown de schuld van de problemen met haar kinderen aan Degenatron, ze noemt het de "Degeneratron". De console wordt ook vermeld als sponsor van een aankomend feestje van VCPR over de invloed van Marcel Proust in Vice City.
- BJ Smith's "Fit for Football" Program – Een voetbaltraining, wat verder verklaard wordt tijdens zijn gesprek op K-Chat.
- The "Pastor Richards Salvation Statue" – Een parodie op de talrijke godsdienstige donatie reclames, wat verder verklaard wordt in het gesprek van Pastor Richards op VCPR. (1-866-9-SAVEME)
- "Knife after Dark" – Een begin jaren 80 slasher-film. Bij Pressing Issues zegt Jan Brown dat ze haar kinderen niet naar de film laat kijken. In GTA: Vice City Stories is er een gelijkende filmreclame van Twilight Knife.
- D'Leo and Thurax – Een dure minder dan morele wet firma (1-866-9SHADEE). De firma financiert de show "Legal Review", een van de ongehoorde shows op VCPR.
- Rusty Brown's Ring Donuts – seksueel suggestieve donuthandelaar ("I like to munch it vigorously; I just love the batter, all over my face"). Toni op Flash FM wijdt een kort liedje aan hen.
- Giggle Cream – Een dodelijk dessert dat 23 mensen doodde en het onderwerp van een van de vragen aan Alex Shrub, het congreslid dat de verkoop er van toestond. Shrub antwoordde dat de meeste slachtoffers het waarschijnlijk verdienden om hoe dan ook te sterven (VCPR). Dit dessert wordt ook vermeld op de politiescanner wanneer een ambtenaar een situatie rapporteert op Ocean Beach die is afgehandeld.
- "Just the Five of Us" (met Kevin Straley, John Mauceri, Josh Clark, Jene Hillgreen en Shelley Miller) – Een parodie van dergelijke slecht gecombineerde komische familieseries uit de jaren 80 zoals Diff'rent Strokes. De klassiek opgeleide acteur Claude Maginot speelt als vader van de familie en is tevens een van de gasten op K-Chat. Gastvrouw Amy Sheckenhausen is een fan van deze reeks. De dronken Jimmy, de kind-ster van de show wordt geïnterviewd door WCTR in GTA: San Andreas. De show "My Five Uncles" heeft de show "Just the Five of Us" daar vervangen. De show gaat elke vrijdagnacht in de lucht op VBS.
- "In the Future, There Will be Robots" – Interpretive dansprestaties in het Vice City Art Center waar twee mensen dansen voor een robot liefde, futuristische lasers en een ontwaterings kuur. Het wordt geproduceerd door ster Claude Maginot, die tevergeefs probeert om zijn gesprek te leiden in plaats van het tv-werk.
- Thor's self-help tapes (met Frank Fava, Ben Krech en Kate Dukish) – Een reeks zelfhulp videobanden die Norse zijn wijsheid bevorderen als antwoord. Thor wordt geïnterviewd op K-Chat. (1-866-PILLAGE)
- Sissy Spritz (Brian Thomas) – Een haarverzorgingsproduct wat wordt vermeld door de gastheren van V-Rock, Flash FM en K-Chat.
- Musty Pines – Een verzorgingstehuis waar de oude mensen zich vermaken tot hun dood. Toni vertelt dat iemand verwarrend belde naar Flash FM voor het Musty Pines. Er wordt waarborgt dat de gepensioneerden "ze overgaan naar een betere plaats, in drie maanden of minder" en het adverteert met een wekelijkse medicijnloterij.
- Synth & Son – Een reclame over de toen nieuwe synthesizer. Er wordt gesproken over de vele dingen die een synthesizer zou kunnen en dat men geen instrumenten meer nodig heeft.